# 実賢
実賢（じっけん、延徳2年（1490年）- 大永3年8月3日（1523年9月12日）は、室町時代後期から戦国時代にかけての浄土真宗の僧。堅田称徳寺（慈敬寺）住持。本願寺第8世法主蓮如の9男。母は畠山政栄の娘蓮能。妻は蓮誓の娘妙慶。子に実誓。諱は兼照。宰相。

## 生涯
延徳2年（1490年）、本願寺8代目法主蓮如と5番目の夫人蓮能尼との間に生まれる。幼少期は大坂御坊に寄り母蓮能尼の元で養育された。
永正3年（1506年）の河内国錯乱では細川政元に協力するべく、9世法主実如（蓮如5男）が発した動員令に対して河内・摂津の門徒らは「開山聖人この方このような指図は一切なかった」として派兵を拒絶。大坂方の強硬な態度に辟易した実如はやむをえず加賀4郡から1000人余りの門徒を呼び寄せた。これに対して大坂方は実如への不信感を強め、ついには大坂にいた蓮如の実子である実賢を新たな法主に祭り上げようと企て、近隣諸国の坊主に回状を送り実如追い落としへの協力を求めた。この企みに気付いた実如は即座に側近下間頼慶に兵を与えて大坂の制圧を命じ、頼慶はこれを成功させ実賢と蓮能尼を始め実順（蓮如11男）、実従（蓮如13男）らを捕縛した。
乱後、実賢や蓮能尼母子や実順、実従らは破門され三年間浪々の身となって京都などに住んでいたが、永正6年（1509年）に曇華院門跡の仲介によって破門を解かれ復帰し、永正16年（1519年）には近江堅田の称徳寺の住持に任じられた。大永3年（1523年）8月3日没。享年34。
死後、称徳寺の住持を継いだのは長男実誓であったが、この時まだ5歳という幼さであったので実質的な運営は近畿地方の重鎮たる蓮淳（蓮如6男）の手に委ねられることとなった。

## 河内国錯乱についての補足
この事件において実如追い落としの筆頭に祭り上げられた実賢であったが、後に実弟実悟（蓮如10男）の著した「実悟記」に寄れば大坂にいたものの実賢自身はこの企てに関して全く与り知らぬ事であったという。
また、畠山尚順も一門たる蓮能尼を擁護したものの、結局はこれ以上の混乱の波及を避けるべく実賢や蓮能尼らは自主的に大坂を退出したと記録されている。